# Keiviite-(Yb)
La keiviite-(Yb) è un minerale.